# Bihovo
Bihovo je naseljeno mjesto u gradu Trebinju, Republika Srpska, BiH.

## Stanovništvo

### 1991.
Nacionalni sastav stanovništva 1991. godine, bio je sljedeći:
ukupno: 658
- Muslimani - 304
- Srbi - 205
- Hrvati - 7
- Jugoslaveni - 14
- ostali, neopredijeljeni i nepoznato - 128

### 2013.
Nacionalni sastav stanovništva 2013. godine, bio je sljedeći:
ukupno: 324
- Srbi - 217
- Bošnjaci - 102
- Hrvati - 3
- ostali, neopredijeljeni i nepoznato - 2